# أكدال (أكدال)
أكدال هو دُوَّار يقع بجماعة بو أزمو، إقليم ميدلت، جهة درعة تافيلالت في المملكة المغربية. ينتمي الدوّار لمشيخة أكدال التي تضم 3 دواوير. يقدر عدد سكانه بـ 1628 نسمة حسب الإحصاء الرسمي للسكان والسكنى لسنة 2004.

## روابط خارجية
- البوابة الوطنية للجماعات الترابية
- المندوبية السامية للتخطيط